# Фусс, Егор Николаевич
Егор Николаевич (Георг Альберт) Фусс (нем. Georg Albert von Fuß; 1806—1854) — российский астроном; директор академической обсерватории в Вильне. Брат Павла Николаевича Фусса.

## Биография
Родился 13 (25) декабря 1806 года в Санкт-Петербурге в семье русского математика швейцарского происхождения Н. И. Фусса.  
Учился в Петербургском высшем училище. Принятый с 1824 года в число воспитанников Санкт-Петербургской академии наук[уточнить], он изучал астрономию под ближайшим руководством академика Вишневского; затем, чтобы усовершенствоваться в практической астрономии, продолжал свои занятия (1828—1829) в Дерптском университете у профессора В. Я. Струве.
В 1830 году он был командирован Академией наук в Китай в качестве астронома одиннадцатой духовной миссии; результаты его научных исследований в Монголии и Китае были изложены в напечатанных академией письмах и отчётах («Rapport préalable fait à l’Асаdémie sur un voyage en Chine…», Recueil des actes, 1832, ст. 36—75) и в труде «Geographische, magnetische und hypsometrische Bestimmungen, abgeleitet aus Beobachtungen auf einer Reise in den Jahren 1830—1832 nach Sibirien und dem Chinesischen Reich» (Mémoires de l’Acad., IV série, I).

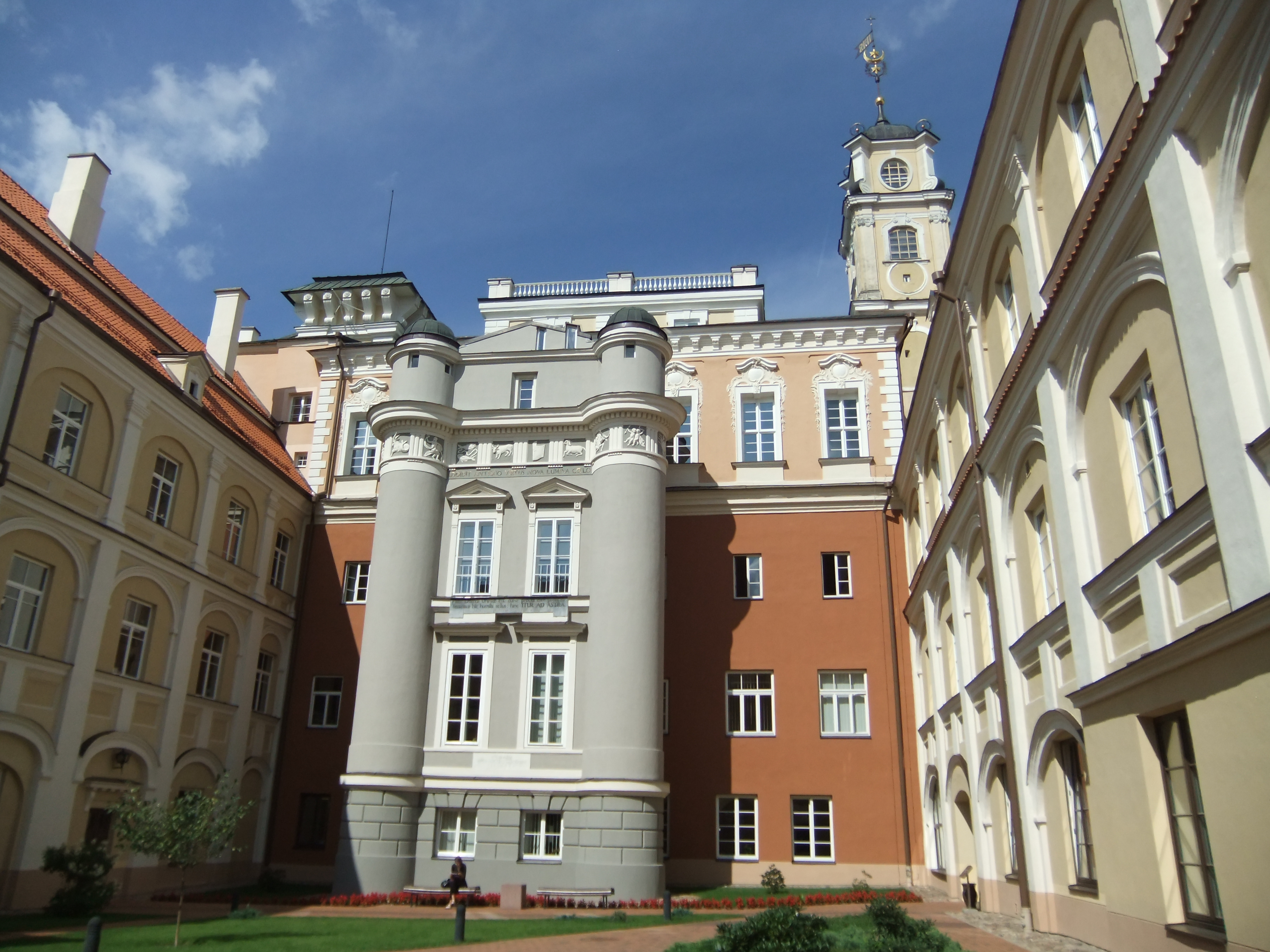
Виленская обсерватория

По возвращении в Россию Фусс в 1833—1834 гг. читал астрономию в Петербургском университете, а в 1835 году в Германии, Франции и Англии знакомился с лучшими европейскими обсерваториями. В 1836 году он участвовал вместе с А. Н. Савичем и Е. Е. Саблером в экспедиции, снаряженной Академией наук для определения разности высот уровней Чёрного и Каспийского морей и, как результат своих исследований, поместил в бюллетене академии за 1838 год четыре статьи (в томах IV и V).
В 1839 году Е. Н. Фусс был назначен на должность одного из астрономов Пулковской обсерватории, а затем стал одним из четырёх помощников её директора. Сначала он активно участвовал в составлении каталогов звёзд северного полушария неба до седьмой величины включительно, а с 1844 года производил ещё и наблюдения большим пассажным инструментом, собирая данные для составления фундаментального каталога звезд.
В 1848 году он был назначен директором академической астрономической обсерватории в Вильне.
Умер вследствие тяжелой болезни в Вильне 6 (18) января 1854 года.